# Noicela
Noicela (llamada oficialmente Santa María de Noicela) es una parroquia y una aldea española del municipio de Carballo, en la provincia de La Coruña, Galicia.

## Entidades de población
Entidades de población que forman parte de la parroquia:
- Algara (A Algara)
- Borrazás
- Cadaval
- Campo (O Campo)
- Casadelas
- Casanova (A Casanova)
- Feige[7] (Feixe)
- Genarde[8] (Xenarde)
- Guelra (A Guelra)
- Imende (A Imende)
- Nandufe
- Noicela (Noicela de Abaixo y Noicela de Arriba)
- Pereiras (A Pereira)
- Perucha (A Perucha)
- Infantas (As Infantas)
- Rapadoiro (O Rapadoiro)
- Saíñas (As Saíñas)
- Vispilleira (A Vespilleira)

## Despoblados
- A Pedra do Sal

## Demografía

### Parroquia
| Gráfica de evolución demográfica de Noicela (parroquia) entre 2000 y 2018 |
|                                                                           |
| Datos según el nomenclátor publicado por el INE.                          |

### Aldea
| Gráfica de evolución demográfica de Noicela (Aldea) entre 2000 y 2018 |
|                                                                       |
| Datos según el nomenclátor publicado por el INE.                      |